# Русское обозрение (газета XIX века)
«Русское обозрение» — газета издававшаяся в Российской империи в конце XIX века.

## История
Периодическое печатное издание «Русское обозрение» издавалось в столице Российской империи городе Санкт-Петербурге с 11 июля 1876 года по 5 февраля 1878 года на русском языке один раз в неделю.
Первым и единственным издателем газеты «Русское обозрение» был Г. К. Градовский, он же занимал должность главного редактора издания.
Получила одиннадцать предостережений от властей, три раза была приостановлена: в начале 1877 года на два месяца, в середине 1877 года на шесть месяцев, в 1878 году на полгода, после чего издание газеты, по распоряжению правительства, было вовсе прекращено. 
Кроме Г. К. Градовского, ближайшее участие в газете принимал М. Л. Песковский. 
В петербургской газете «Русское обозрение» было помещено много стихотворений рано умершего поэта Симборского. 
Позднее историю злоключений «Русского обозрения» рассказал Г. К. Градовский в «Русской Старине».